# Агила II
Агила II је био краљ Визиготске Хиспаније од 711. до своје смрти 714. године.
Његова владавина је позната искључиво по кованом новцу и усменој историји. Предподставља се да је Краљевина била подељена на два дела, на југозападни којим је управљао Родерик и североисточни под управом Акиле.
Током његове кратке владавине, почели су упади арапских снага јужно од Хиспаније, где је владао Родерик. Родерик је покушао да им се супротстави, али је убијен у том покушају.
Акилу је наследио Ардо, који је владао само областима северно од Пиринеја и вероватно је умро током арапске инвазије тог региона 721. године.